# Heteropoda leptoscelis
Heteropoda leptoscelis este o specie de păianjeni din genul Heteropoda, familia Sparassidae, descrisă de Tord Tamerlan Teodor Thorell în anul 1892. Conform Catalogue of Life specia Heteropoda leptoscelis nu are subspecii cunoscute.